# Белларди, Лудовико
Карло Антонио Лудовико Белларди (итал. Carlo Antonio Ludovico Bellardi; 1741—1826) — итальянский ботаник и врач.

## Биография
Карло Антонио Лудовико Белларди родился 30 июля 1741 года в коммуне Чильяно в пьемонтской провинции Верчелли в семье Джузеппе Амедео и Анны Франкини. Работал врачом в городе Турин. Карло Антонио учился ботанике у В. Донати, затем познакомился с учёным К. Аллиони, впоследствии ставшим его другом. Затем Белларди стал профессором медицины в Туринском университете (по другим данным — профессором ботаники). Между 1759 и 1790 Белларди активно путешествовал по Италии, собрал объёмный гербарий. Он издал всего несколько публикаций, однако был известен как авторитетный ботаник не только в Италии, но и во всей Европе. Карло Белларди скончался 4 мая 1826 года в Турине.
Основной гербарий Белларди хранится в Туринском университете (TO). В середине XIX века он сильно пострадал, некоторые важные образцы оказались утеряны.

## Некоторые научные работы
- Bellardi, C.A.L. (1788). Osservazione botaniche. 63 p.
- Bellardi, C.A.L. (1792). Appendix Ludovici Bellardi ad Floram pedemontanam. 80 p., 7 pl.

## Роды, названные в честь К. А. Л. Белларди
- Bellardia All., 1785
- Bellardia Colla, 1835, nom. illeg. [syn.  Microseris D.Don, 1832]
- Bellardia Schreb., 1791, nom. illeg. [syn.  Coccocypselum P.Browne, 1756, nom. cons.]
- Bellardiochloa Chiov., 1929